# Domaszowice
Domaszowice è un comune rurale polacco del distretto di Namysłów, nel voivodato di Opole.
Ricopre una superficie di 113,86 km² e nel 2004 contava 3 812 abitanti.